# David DeLuise
David Dominick DeLuise (Los Angeles, 11 novembre 1971) è un attore statunitense.

## Biografia
È figlio dell'attore e comico Dom DeLuise e dell'attrice Carol Arthur, e fratello dell'attore, scrittore e regista Peter DeLuise e dell'attore Michael DeLuise.
È noto per aver recitato nella serie televisiva I maghi di Waverly nel ruolo di Jerry Russo.
Sebbene il suo primo ruolo ufficiale sia stato nel film del 2003 BachelorMan, David DeLuise ha cominciato la sua carriera nel film del 1979 Roba che scotta. Aveva un ruolo ricorrente in Una famiglia del terzo tipo come Bug Pollone e nella serie Jesse nella prima stagione, dove interpretava il fratello del protagonista, Darren. Ha avuto un ruolo ricorrente in Stargate SG-1 come Pete Shanahan.
David è anche conosciuto per aver dato la voce a Coop in Megas XLR e al sergente Brutto in Roughnecks: Starship Troopers Chronicles.

## Filmografia

### Cinema
- Roba che scotta (Hot Stuff), regia di Dom DeLuise (1979)
- L'auto più pazza del mondo (Driving Me Crazy), regia di Jon Turteltaub (1991)
- Robin Hood - Un uomo in calzamaglia (Robin Hood: Men in Tights), regia di Mel Brooks (1993)
- Nel nome dell'amicizia (The Liars' Club), regia di Jeffrey Porter (1993)
- Il silenzio dei prosciutti, regia di Ezio Greggio (1994)
- Scalciando e strillando (Kicking and Screaming), regia di Noah Baumbach (1995)
- Dracula morto e contento (Dracula: Dead and Loving It), regia di Mel Brooks (1995)
- Where Truth Lies, regia di William H. Molina (1996)
- Too Smooth (Hairshirt), regia di Dean Paraskevopoulos (1998)
- The Godson, regia di Bob Hoge (1998)
- Dirt Merchant, regia di B.J. Nelson (1999)
- Terror Tract, regia di Lance W. Dreesen e Clint Hutchison (2000) - (segmento "Make Me An Offer")
- Rockboy, regia di Paolo Durazzo - cortometraggio (2002)
- Mai dire sempre (Buying the Cow), regia di Walt Becker (2002)
- Between the Sheets, regia di Michael DeLuise (2003)
- BachelorMan, regia di John Putch (2003)
- Intellectual Property, regia di Nicholas Peterson (2006)
- Jam, regia di Craig E. Serling (2006)
- Mojave Phone Booth, regia di John Putch (2006)
- Throwing Stars, regia di Todd Breau (2007)
- Route 30, regia di John Putch (2007)
- Dear Me, regia di Michael Feifer (2008)
- Robodoc, regia di Stephen Maddocks (2009)
- Mordimi (Vampires Suck), regia di Jason Friedberg e Aaron Seltzer (2010)
- American Decaf, regia di Heidi Van Lier (2011)
- Last Call, regia di Greg Garthe (2012)
- Ira Finkelstein's Christmas, regia di Sue Corcoran (2012)
- Pulling the Goalie, regia di David DeLuise - cortometraggio (2013)
- Sox, regia di J. Horton (2013)
- Abner, the Invisible Dog, regia di Fred Olen Ray (2013)
- Delicious Ambiguity, regia di Justin Michael Canel - cortometraggio (2013)
- Catch, regia di David Henrie - cortometraggio (2014)
- Golden Shoes, regia di Lance Kawas (2015)
- The Father and the Bear, regia di John Putch (2016)
- Believe, regia di Billy Dickson (2016)
- Sweet Sweet Summertime, regia di Ken Carpenter (2017)
- Pup Star: Better 2Gether, regia di Robert Vince (2017)
- Pup Star: World Tour, regia di Robert Vince (2018)
- Unbroken - La via della redenzione (Unbroken: Path to Redemption), regia di Harold Cronk (2018)
- Puppy Star Christmas, regia di Robert Vince (2018)
- A World Away, regia di Mark Blanchard (2019)
- Loves Me, Loves Me Not, regia di Wayne Powers (2019)

### Televisione
- Happy, regia di Lee Philips – film TV (1983)
- I quattro della scuola di polizia (21 Jump Street) – serie TV, episodio 5x10 (1990)
- Hunter – serie TV, episodio 7x19 (1991)
- La morte preannunciata (Seeds of Tragedy), regia di Martin Donovan – film TV (1991)
- Bayside School - Un anno dopo (Saved by the Bell: The College Years) – serie TV, episodio 1x06 (1993)
- Lois & Clark - Le nuove avventure di Superman (Lois & Clark: The New Adventures of Superman) – serie TV, episodio 1x06 (1993)
- Blossom - Le avventure di una teenager (Blossom) – serie TV, episodio 4x21 (1994)
- Dead at 21 – serie TV, episodio 1x01 (1994)
- SeaQuest - Odissea negli abissi (Seaquest DSV) – serie TV, episodio 2x04 (1994)
- Ellen – serie TV, episodio 2x17 (1995)
- Pig Sty – serie TV, episodio 1x07 (1995)
- Buddies – serie TV, episodio 1x11 (1996)
- Quell'uragano di papà (Home Improvement) – serie TV, episodio 6x19 (1997)
- The Single Guy – serie TV, episodio 2x18 (1997)
- Jesse – serie TV, 22 episodi (1998-1999)
- G vs E – serie TV, episodio 1x07 (1999)
- Zoe, Duncan, Jack & Jane – serie TV, episodio 2x05 (2000)
- V.I.P. – serie TV, episodio 2x21 (2000)
- Roughnecks: Starship Troopers Chronicles – serie TV, 12 episodi (1999-2000)
- I Finnerty (Grounded for Life) – serie TV, episodio 1x04 (2001)
- Disneyland (The Wonderful World of Disney) – serie TV, episodio 4x10 (2001)
- Una famiglia del terzo tipo (3rd Rock from the Sun) – serie TV, 46 episodi (1996-2001)
- CSI - Scena del crimine (CSI: Crime Scene Investigation) – serie TV, episodio 2x05 (2001)
- Art of Revenge, regia di Simon Gornick – film TV (2003)
- She Spies – serie TV, episodio 1x19 (2003)
- Una mamma per amica (Gilmore Girls) – serie TV, episodi 4x20-4x21 (2004)
- Good Girls Don't... – serie TV, episodio 1x06 (2004)
- Las Vegas – serie TV, episodio 2x01 (2004)
- Stargate SG-1 – serie TV, 4 episodi (2004-2005)
- CSI: NY – serie TV, episodio 1x15 (2005)
- Blind Justice – serie TV, episodio 1x12 (2005)
- E.R. - Medici in prima linea (ER) – serie TV, episodio 12x04 (2005)
- Prima o poi divorzio! (Yes, Dear) – serie TV, episodio 6x08 (2005)
- Untitled Oakley & Weinstein Project, regia di Michael Lembeck – film TV (2005)
- Play Dates, regia di Ted Wass – film TV (2005)
- CSI: Miami – serie TV, episodio 4x12 (2006)
- I sentieri dell'anima (Where There's a Will), regia di John Putch – film TV (2006)
- Detective Monk (Monk) – serie TV, episodio 5x02 (2006)
- Senza traccia (Without a Trace) – serie TV, episodio 5x15 (2007)
- Bones – serie TV, episodio 3x09 (2007)
- R.L. Stine: I racconti del brivido - Fantasmagoriche avventure (Mostly Ghostly), regia di Richard Correll – film TV (2008)
- Mi vuoi sposare? (A Christmas Proposal), regia di Michael Feifer – film TV (2008)
- Bundy (Bundy: An American Icon), regia di Michael Feifer – film TV (2009)
- I maghi di Waverly: The Movie (Wizards of Waverly Place: The Movie), regia di Lev L. Spiro – film TV (2009)
- Imagination Movers – serie TV, episodio 3x03 (2011)
- Svetlana – serie TV, episodio 2x04 (2011)
- Hot in Cleveland – serie TV, episodio 3x06 (2012)
- I maghi di Waverly (Wizards of Waverly Place) – serie TV, 106 episodi (2007-2012)
- The Mentalist – serie TV, episodio 4x20 (2012)
- Grey's Anatomy – serie TV, episodio 8x22 (2012)
- Rizzoli & Isles – serie TV, episodio 3x07 (2012)
- A Christmas Wedding Date, regia di Fred Olen Ray – film TV (2012)
- R. L. Stine's The Haunting Hour – serie TV, episodio 3x14 (2013)
- Il ritorno dei maghi - Alex vs. Alex (The Wizards Return: Alex vs. Alex), regia di Victor Gonzalez – film TV (2013)
- Quick Draw – serie TV, episodio 1x05 (2013)
- Mamma ho perso il cane (Alone for Christmas), regia di Joseph J. Lawson – film TV (2013)
- Baby Daddy – serie TV, episodio 3x15 (2014)
- Beethoven - Alla ricerca del tesoro (Beethoven's Treasure), regia di Ron Oliver – film TV (2014)
- Hawaii Five-0 – serie TV, episodio 5x06 (2014)
- Born Again Virgin – serie TV, episodio 2x04 (2015)
- Pup Star, regia di Robert Vince – film TV (2016)
- Hey You, It's Me – serie TV, episodio 1x02 (2017)
- A Woman Deceived, regia di Michael Feifer – film TV (2017)
- Real Rob – serie TV, episodio 2x03 (2017)
- NCIS - Unità anticrimine (NCIS: Naval Criminal Investigative Service) – serie TV, episodio 17x03 (2019)
- Shameless – serie TV, episodio 10x04 (2019)
- Velvet Prozak – serie TV, episodi 1x03-1x04 (2020)
- 9-1-1 – serie TV, episodio 5x07 (2021)
- The Rookie – serie TV, episodio 4x14 (2022)
- This Is Us – serie TV, episodio 6x15 (2022)
- That '90s Show – serie TV, episodio 3x06 (2024)
- I Maghi di Waverly - Ritorno a Waverly Place (Wizards Beyond Waverly Place) – serie TV, episodio 1x07-1x20 (2024-2025)

## Doppiatori italiani
Nelle versioni in italiano delle opere in cui ha recitato, David DeLuise è stato doppiato da:
- Franco Mannella in I maghi di Waverly, I maghi di Waverly: The Movie, Il ritorno dei maghi - Alex vs. Alex
- Gabriele Lopez in Megas XLR
- Simone Mori in Starship Troopers
- Gianluca Storelli in Jesse
- Stefano Billi in CSI - Scena del crimine
- Emiliano Coltorti in Stargate SG-1
- Davide Marzi in CSI: NY
- Roberto Draghetti in E.R. - Medici in prima linea
- Roberto Certomà in CSI: Miami
- Roberto Stocchi in Mordimi
- Gianluca Crisafi in Hawaii Five-0
- Alessandro Quarta in Golden Shoes
- Pierluigi Astore in NCIS - Unità anticrimine[1]
- Maurizio Fiorentini in 9-1-1
- Gianni Gaude in The Rookie[2]
- Oreste Baldini in Unbroken - La via della redenzione